# Amanzia
Amanzia greppini
Genre
Espèce
Amanzia (d'après le géologue suisse Amanz Gressly) est un genre éteint de dinosaures du clade des Sauropoda Eusauropoda de la formation de Reuchenette (en) à Moutier, en Suisse. Le type et la seule espèce est Amanzia greppini, initialement nommé comme une espèce de Ornithopsis et de Cetiosauriscus.

## Découverte et dénomination

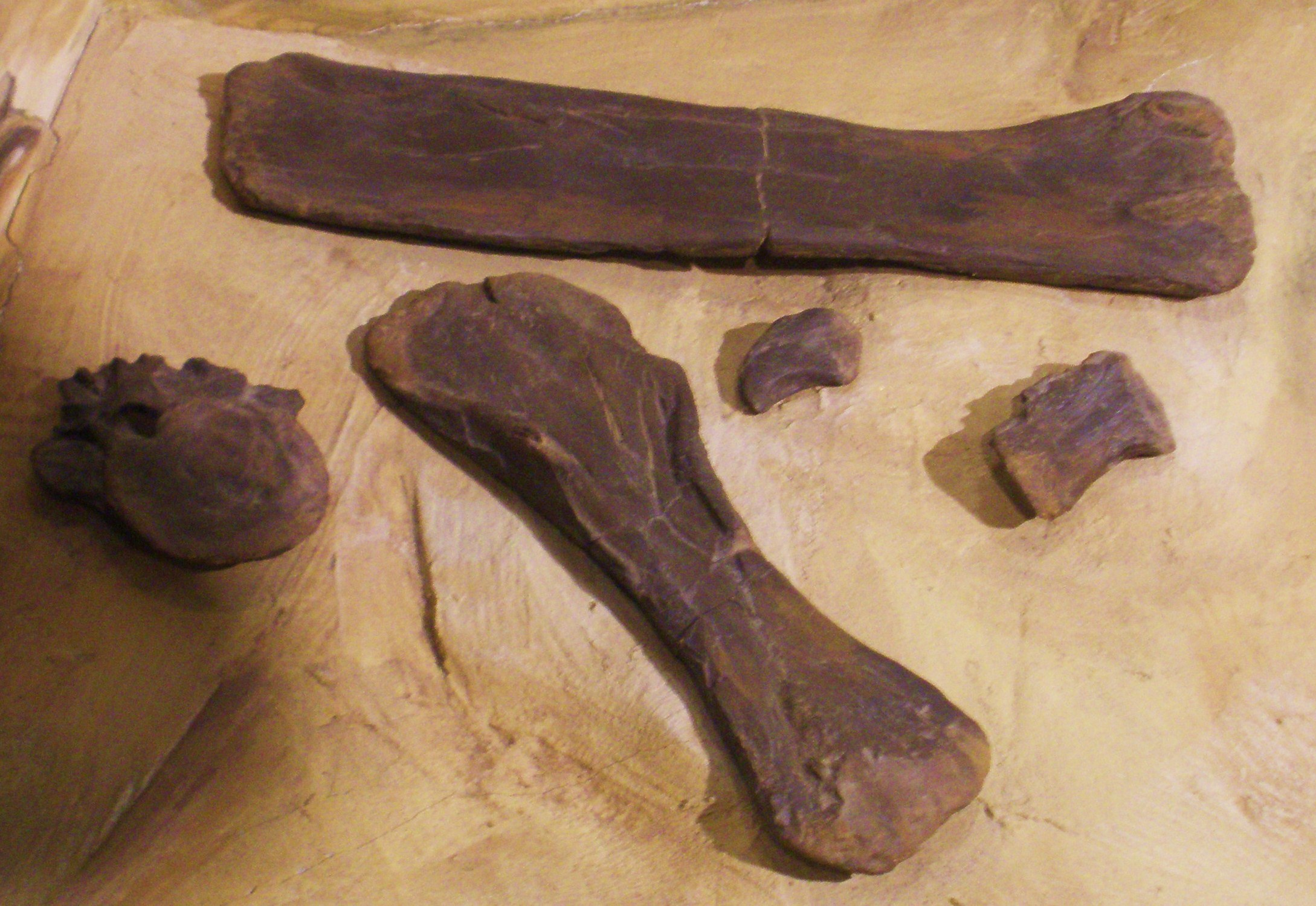
Humérus, fémur partiel, deux vertèbres, et un griffe.

Comparaison de taille avec un humain.

Les restes de l'holotype ont été initialement découverts dans les années 1860, par des travailleurs dans une carrière de calcaire de la Basse Montagne. Certains des restes ont été vendus à des collectionneurs ; lorsque le géologue Jean-Baptiste Greppin a eu connaissance de cette situation, il a acquis tous les ossements restants et les a ajoutés à la collection du Naturhistorisches Museum Basel. En raison de leur association avec la dent de Theropoda MH 350 trouvée près de Moutier, qui appartenait probablement à Ceratosaurus ou à un membre indéterminé de la famille Ceratosauria, ils ont été identifiés à tort comme appartenant à un dinosaure prédateur, pour lequel Greppin a inventé en 1870 le nom de « Megalosaurus meriani » (du nom de Peter Merian). En 1920, Werner Janensch a réassigné la dent au genre Labrosaurus. Cependant, en 1922, Janensch s'est rendu compte que les vertèbres appartenaient à un Sauropoda, il a donc écrit à Friedrich von Huene, qui leur a donné le nom de Ornithopsis greppini. En 1927, von Huene a attribué l'espèce à son nouveau genre Cetiosauriscus,. Depuis lors, elle a reçu peu d'attention, les quelques articles qui la mentionnent la qualifiant généralement de nomen dubium sans autre commentaire.
Après que ses fossiles aient été nettoyés et préparés pour la première fois, en 2003, par Antoine Heitz, on s'est rendu compte qu'il n'était pas étroitement lié à Cetiosauriscus. En 2005, une thèse de maîtrise de C. Hofer a été consacrée à ce sujet. En 2007, la présence rare de cartilage fossilisé dans l'articulation d'un membre est signalée. En 2020, Daniela Schwarz et al. lui donnent le nom de genre Amanzia, d'après le géologue suisse Amanz Gressly, qui fut le premier à découvrir des ossements de dinosaures en Suisse. Amanzia est lui-même le premier Sauropoda nommé à partir de restes fossiles suisses.
En 2020, aucun lectotype n'a été sélectionné, les auteurs de la dénomination conservant la série originale de syntypes indiquée par von Huene, composée de quarante-neuf ossements. La formation Reuchenette dans laquelle ils ont été trouvés date du Kimméridgien précoce, soit environ 157 Ma (million d'années). Ils comprennent quelques vertèbres du cou, de nombreuses vertèbres de la queue et du matériel provenant de la ceinture scapulaire, du bassin et des membres. Soixante-quinze autres spécimens de Sauropoda de la collection du musée, provenant du même site que les syntypes, ont été rattachés à l'espèce en 2020. Ils comprennent également un peu de matériel crânien et une dent cassée. Les os ne sont pas articulés, ont généralement été fortement comprimés et ont souvent été endommagés lors de leur extraction forcée de la roche. Von Huene avait déjà conclu que le matériel représentait deux ou trois individus ; en 2020, ce chiffre a été porté à un minimum de quatre. Parmi ceux-ci, les individus « A » et « B » ont à peu près la même taille, tandis qu'un individu « C » est 15% plus long et un individu « D » 20% plus court. Aucun des spécimens n'est clairement juvénile.

## Classification
Amanzia est classé parmi les Sauropoda Eusauropoda par Daniela Schwarz et al. en 2020,.